# 839 км
 839 км  — железнодорожная казарма в Свечинском районе Кировской области.

## География
Расположена на расстоянии примерно 20 км по прямой на восток от районного центра поселка Свеча у железнодорожной линии Свеча-Котельнич.

## История
Известна с 1926 года как будка на 1117 км с 8 жителями и 1 хозяйством, в 1950 5 и 22, в 1989 6 жителей. Настоящее название утвердилось с 1978 года. В 2006-2010 годах находилась в составе Шмелевского сельского поселения, в 2010-2019 Свечинского сельского поселения.

## Население
Постоянное население составляло 3 человека (русские 100%) в 2002 году, 2 в 2010.